# Chlorotettix spiniloba
Chlorotettix spiniloba är en insektsart som beskrevs av Rauno E. Linnavuori 1968. Chlorotettix spiniloba ingår i släktet Chlorotettix och familjen dvärgstritar. Inga underarter finns listade i Catalogue of Life.